# Граф Маунтбеттен Бирманский
Граф Маунтбеттен Бирманский (англ. Earl Mountbatten of Burma) — наследственный титул в системе Пэрства Соединённого королевства.

## История
Графский титул был создан 28 октября 1947 года для контр-адмирала Луиса Маунтбеттена, 1-го виконта Маунтбаттена Бирманского (1900—1979), последнего вице-короля Индии (1947) и первого генерал-губернатора Индии (1947—1948).
В браке с Эдвиной Эшли у него родились две дочери: Патрисия Нэтчбулл (1924—2017) и леди Памела Хикс (родилась 19 апреля 1929).
В августе 1979 года после смерти Луиса Маунтбеттена его старшая дочь Патрисия унаследовала титул 2-й графини Маунтбеттен Бирманской. В случае пресечения мужского потомства 2-й графини Маунтбеттен графский титул должен перейти к её младшей сестре Памеле Хикс и её сыновьям. В случае смерти мужских потомков обеих сестёр титул графа Маунтбеттена Бирманского исчезнет.
Дополнительные титулы: виконт Маунтбеттен Бирманский из Ромсея в графстве Саутгемптон (создан в 1946), барон Ромсей из Ромсея в графстве Саутгемптон (1947). Оба титула являются пэрством Соединённого королевства. Старший сын второй графини Маунтбеттен Бирманской носил титул лорда Ромсея, пока в 2005 году не стал преемником своего отца в качестве 8-го лорда Брэбурна, а в 2017 году, после смерти матери, не унаследовал и графский титул.
Фамильная резиденция — имение Ньюхаус в окрестностях Эшфорда в графстве Кент.

## Графы Маунтбеттен Бирманские (1947)
| № | Имя                                                                                     | Период      | Супруг                                                                             | Примечания | Другие титулы | Герб | Династия    |
| - | --------------------------------------------------------------------------------------- | ----------- | ---------------------------------------------------------------------------------- | --- | --- | ---- | ----------- |
| 1 | Луис Френсис Альберт Виктор Николас Джордж Маунтбэттен (25 июня 1900 — 27 августа 1979) | 1947—1979   | Женился в 1922 году на Эдвине Эшли (1900—1960)                                     | Младший сын принца Людвига Александра Баттенберга (1854—1921) и Виктории Гессен-Дармштадтской (1863—1950). Рождённый принцем Баттенбергом, он отказался от титула и принял фамилию Маунтбеттен. | 1-й виконт Маунтбеттен Бирманский, 1-й барон Ромси                                                                                             |      | Маунтбеттен |
| 2 | Патрисия Эдвина Виктория Нэтчбулл (Маунтбеттен; 1924—2017)                              | 1979—2017   | в 1946 году вышла замуж за Джона Улика Нэтчбулла, 7-го барона Брэбурна (1924—2005) | Старшая дочь 1-го графа | 2-я виконтесса Маунтбеттен Бирманский, 2-я баронесса Ромси (унаследовала) баронесса Брэбурн (в браке)                                          |      | Маунтбеттен |
| 3 | Нортон Луи-Филипп Нэчбулл (род. 8 октября 1947)                                         | с 2017 года | Женился в 1979 году на Пенелопе Иствуд (род. 1953)                                 | Старший сын 2-й графини | 3-й виконт Маунтбеттен Бирманский, 3-й барон Ромси (унаследованы от матери) 8-й барон Брэборн, 17-й баронет Мершам-Хэтч (унаследованы от отца) |      | Начбулл     |

Наследник: Николас Луи Чарльз Нортон Нэтчбулл, лорд Брэбурн (родился 15 мая 1981), единственный сын 3-го графа Маунтбеттен Бирманского.

## Гербы графов

Герб графа Луис Маунтбеттена
Герб графа Луис Маунтбеттена как кавалера Ордена серафимов
Герб графа Луис Маунтбеттена как кавалера Ордена Изабеллы Католической
Малый герб графа Луис Маунтбеттена и графини Патрисии Эдвины Нэтчбулл
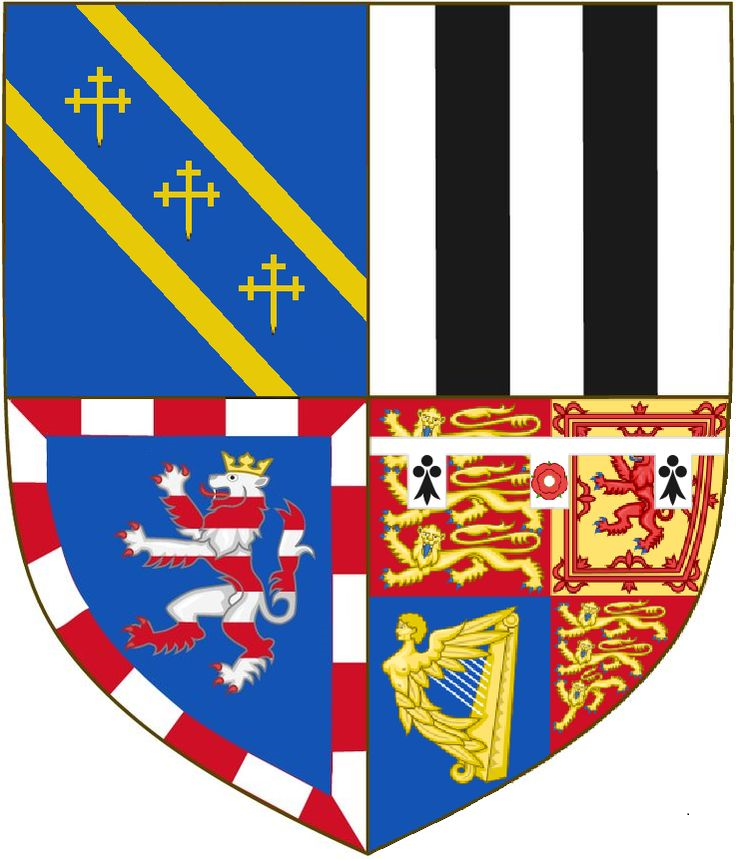
Герб Нортона Луи-Филиппа Нэтчбулла
Герб династии Баттенбергов и  Маунтбеттенов

## Линия преемственности
- Луис (Луи) Френсис Альберт Виктор Николас Маунтбеттен, 1-й граф Маунтбеттен Бирманский (1900—1979); супруга: Эдвина Синтия Аннет Эшли, дочь Уилфрида Эшли, 1-го барона Маунт Темпла и правнучка Энтони Эшли-Купера, 7-го графа Шафтсбери
  -  Патрисия Эдвина Виктория Нэтчбулл (Маунтбеттен), 2-я графиня Маунтбеттен Бирманская (1924—2017); супруг: Джон Нэтчбулл, 7-й барон Браборн
    -  Нортон Луи Филипп Нэтчбулл, 3-й граф Маунтбеттен Бирманский (родился в 1947); супруга: Пенелопа Иствуд
      - достопочтенный Николас Луи Чарльз Нортон Нэтчбулл, лорд Брабурн (родился 15 мая 1981)[1]
      - леди Александра Хупер (родилась в 1982); супруг: Томас Хупер
      -  достопочтенная Леонора Начбулл (1986—1991)

    - достопочтенный Майкл Джон Улик Нэтчбулл (родился 24 мая 1950)[1]; супруга: Мелисса Клэр Оуэн до 2006
      - Келли Нэтчбулл (родилась в 1988)
      -  Саванна Нэтчбулл (родилась в 2001)

    - достопочтенный Энтони Нэтчбулл (родился и умер в 1952)
    - леди Джоанна Цукерман (родилась в 1955); супруги: барон Хьюберт Перно дю Брей (до 1995), Азриэль Цукерман
    - леди Аманда Эллингуорт (родилась в 1957); супруг: Чарльз Винсент Эллингуорт
    - достопочтенный Филипп Уиндхэм Эшли Начбулл (родился 2 декабря 1961)[1]
      - Фредерик Майкл Юбер Начбулл (родился 6 июня 2003)[1]
      -  Джон Робин Рокки Начбулл (родился 17 июля 2004)[1]

    - достопочтенный Николас Начбулл (1964—1979)
    -  достопочтенный Тимоти Николас Шон Начбулл (родился 18 ноября 1964)[1]; супруга: Изабелла Джулия Норман
      - Амбер Начбулл (родился в 2000)
      - Майло Колумб Джон Начбулл (родился 26 февраля 2001)[1]
      - Людовик Дэвид Николас Начбулл (родился 15 сентября 2003)[1]
      - Исла Начбулл (родилась в 2005)
      -  Вильгельмина Начбулл (родилась в 2008)

  -  леди Памела Кармен Луиза Хикс (Маунтбеттен) (родилась 19 апреля 1929); супруг: Дэвид Найтингейл Хикс
    - Эдвина Бруденелл (родилась в 1961); супруг: Джереми Бруденелл
    - Эшли Луис Дэвид Хикс (родился 18 июля 1963); супруги: Марина Аллегра Федерика Сильвия Тондато (до 2009), Каталина Шарки де Солис
      - Каспиан Хикс (родился в 2018)
      -  Горацио Хикс (родился в 2019)

    -  Индия Хикс (родилась в 1967)